# N829 (België)
De N829 is een gewestweg in de Belgische provincie Luxemburg. De route verbindt de N826 bij Amberloup met de N4 bij Ortheuville. De route heeft een lengte van ongeveer 8 kilometer.
De gehele route beschikt over twee rijstroken voor beide rijrichtingen samen, er is echter niet overal belijning midden op de weg aanwezig.

## Plaatsen langs de N829
- Amberloup
- Lavacherie
- Ortheuville